# Cyril (prénom)
Pour les articles homonymes, voir Cyril.
Ne doit pas être confondu avec Cyrille.
Cette page présente le prénom Cyril ainsi que ses variantes.
Cyril est un prénom masculin.

## Étymologie
Cyril est un prénom dérivé du grec « Kyrillios » dont la signification est « Maître » ou « consacré au divin », il est d'origine grecque.

## Variantes linguistiques
Cyril contient des variantes linguistiques, en voici quelques-unes :
- Kyrillios
- Cyrille

## Personnalités portant ce prénom
- Cyril Abidi (1976), ancien kick-boxeur français ;
- Cyril Abiteboul (1977-), directeur général français ;
- Cyril Achard (1972-), guitariste français ;
- Cyril Akpomedah (1979-), joueur de basket-ball français ;
- Cyril Alden (1887-1965), coureur cycliste britannique ;
- Cyril Aldred (1914-1991), égyptologue et historien d'art anglais ;
- Cyril Alington (1872-1955), pédagogue britannique ;
- Cyril Andresen (1929-1977), skipper danois ;
- Cyril Arnstam (1919-2020), peintre et illustrateur français ;
- Cyril Asker (1985-), combattant professionnel d'arts martiaux mixtes français ;
- Cyril Assous (1948-), musicien et auteur-compositeur français ;
- Cyril Astruc (1973-), escroc et homme d'affaires français ;
- Cyril Atanassoff (1941-), danseur français ;
- Cyril Atef (1968-), batteur et percussionniste français ;
- Cyril Aubin (1969-), acteur français ;
- Cyril Auvity (1977-), chanteur lyrique ténor ;
- Cyril Axelrod (1942-), prêtre catholique sud-africain ;
- Cyril Baille (1993-), joueur international de rugby à XV français ;
- Cyril Baleton (1981-), violoniste et arrangeur musical français ;
- Cyril Barthe (1996-), coureur cycliste français ;
- Cyril Baudouin, joueur français de rugby à XIII ;
- Cyril Benham-Benni (1831-1897), patriarche d'Antioche de l'Église syriaque catholique ;
- Cyril Benoit (1974-), entrepreneur français ;
- Cyril Benzaquen (1989-), athlète français de muay-thaï et de kick-boxing ;
- Cyril Bessy (1986-), coureur cycliste français ;
- Cyril Blanchard (1989-), joueur français de rugby à XV ;
- Cyril Bonin (1969), dessinateur et scénariste de bande dessinée français ;
- Cyril Bos (1972-), coureur cycliste français ;
- Cyril Bouda (1901-1984), peintre, illustrateur, auteur de cartons pour des tapisseries et de timbres postaux tchécoslovaque ;
- Cyril Bourlon de Rouvre (1945-), homme d'affaires et homme politique français ;
- Cyril Bron (1972-), réalisateur suisse ;
- Cyril Brownlie (1895-1954), joueur de rugby à XV néo-zélandais ;
- Cyril Buffet (1958-), historien français ;
- Cyril Bunting Rogers-Wright (1905-1971), avocat et homme politique sierra-léonais ;
- Cyril Burke (1925-2010), joueur de rugby à XV australien ;
- Cyril Burt (1883-1971), psychologue britannique ;
- Cyril Callister (1893-1949), chimiste spécialiste en technologie alimentaire australien ;
- Cyril Carrère (1983-), écrivain et scénariste français ;
- Cyril Cassèse (1972-), footballeur français ;
- Cyril Cavadore (1969-), astronome amateur français ;
- Cyril Cazeaux (1995-), joueur international français de rugby à XV ;
- Cyril Chadwick (1873-1955), acteur et chanteur anglais ;
- Cyril Chamberlain (1909-1974), acteur britannique ;
- Cyril Chapuis (1979-), footballeur français ;
- Cyril Chauquet (1976-), animateur de télévision français ;
- Cyril Chavet (1982-), joueur de rugby à XV français ;
- Cyril Cinélu (1987-), chanteur français ;
- Cyril Clarke (1907-2000), médecin, généticien et lépidoptériste britannique ;
- Cyril Clerke Graham (1834-1895), explorateur et diplomate britannique ;
- Cyril Clowes (1892-1968), général australien ;
- Cyril Coke (1914-1993), réalisateur et producteur britannique ;
- Cyril Colbeau-Justin (1970-2020), propriétaire d'entreprises français ;
- Cyril Collard (1957-1993), acteur, scénariste, réalisateur, écrivain et musicien français ;
- Cyril Collot (1973-), journaliste et auteur français ;
- Cyril Connolly (1903-1974), écrivain et critique littéraire britannique ;
- Cyril Constantin (1904-1995), artiste peintre français ;
- Cyril Couton (1972-), acteur français ;
- Cyril Cusack (1910-1993), acteur irlandais ;
- Cyril Ong (1972-), entraîneur français de volley-ball ;
- Cyril Soudant (CYRILmp4) (1994-), vidéaste YouTube.